# صغنيان

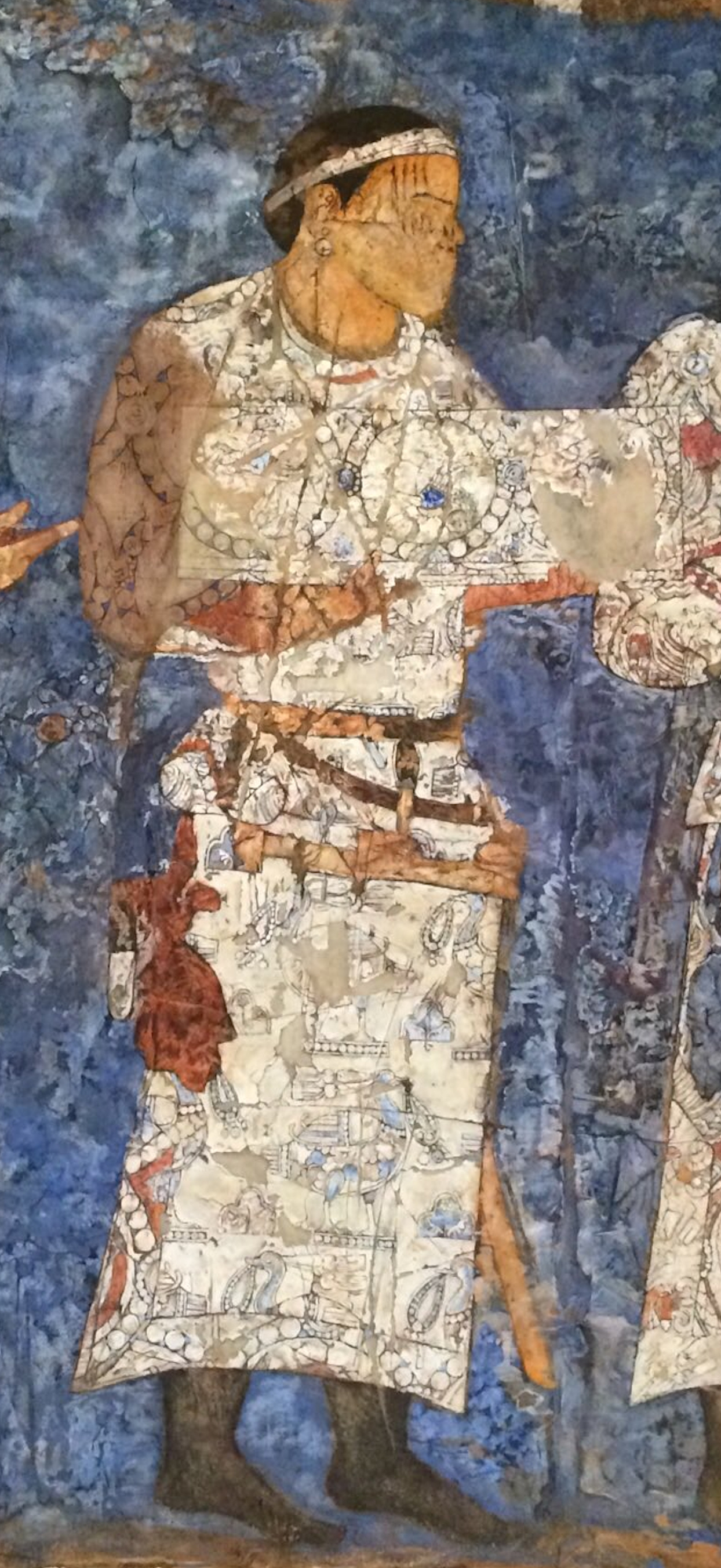
السفير من صغنيان يدعى بوكرزاتي (به تحديد بالجبهة)، يزور الملك وركهومان من سمرقند. يقول نقش مجاور: "أنا بوكارزاتي، دابيربات (مستشار) تشاجانيان. وصلت إلى هنا من تورانتاش، سيد تشاجانيان". 648-651م. جداريات أفراسياب، سمرقند.

صغنيان كانت منطقة وإمارة من العصور الوسطى تقع على الضفة اليمنى لنهر جيحون، إلى الجنوب من سمرقند.

## التاريخ

### حكم الهياطلة
كانت صغنيان "إمارة عازلة للهياطلة " تقع بين دينوف وترمذ، وأصبحت ملاذًا للهياطلة بعد هزيمتهم أمام الإمبراطورية الساسانية والخاقانية التركية الأولى في 563-567 م. واستوطنوا في صغنيان وأراضي أخرى في توخارستان، تحت حكم ملكهم الجديد فغانيش [الإنجليزية]، الذي أسس سلالة. وبعد فترة وجيزة، سقطت الأراضي الهياطلية الجديدة الواقعة شمال نهر جيحون، والتي ينتمي إليها صغنيان، تحت السيادة التركية الغربية، بينما كانت الأراضي الواقعة جنوب نهر جيحون خاضعة اسميًا لسيطرة الإمبراطورية الساسانية. تمردت الأراضي الخاضعة للأتراك في عام 581 م.
كانت عملاتهم النقدية الجاجانية تقليدًا للعملات الساسانية لكسرى الأول، مع إضافة اسم الحكام المحليين في بعض الأحيان.

ومن المعروف أن سفيرًا من صغنيان يُدعى بوكرزاتي زار الملك ووركهومان [الإنجليزية] ملك سمرقند في عام 648-651 م، ويظهر ذلك في جداريات أفراسياب [الإنجليزية]، إلى جانب سفراء آخرين من آسيا الوسطى. يقول نقش مجاور: "أنا بوكارزاتي، دابيربات (مستشار) تشاجانيان. وصلت إلى هنا من تورانتاش، سيد صغنيان". ربما كان ملك صغنيان المسمى تورانتاش حاكمًا "هونيًا" هياطليًّا، أو أحد تشاجان خودا المحليين، الذين يبدو أنهم تعايشوا مع الهياطلة.

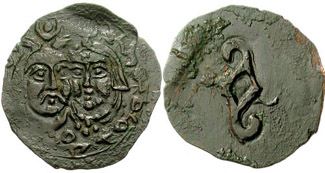
عملة هيفتالية لإمارة شاغانيان، عليها صورة الملك والملكة المتوجين، على الطراز البيزنطي [الإنجليزية]، حوالي 550-650 م.[9] أسطورة باللغة الصغدية.
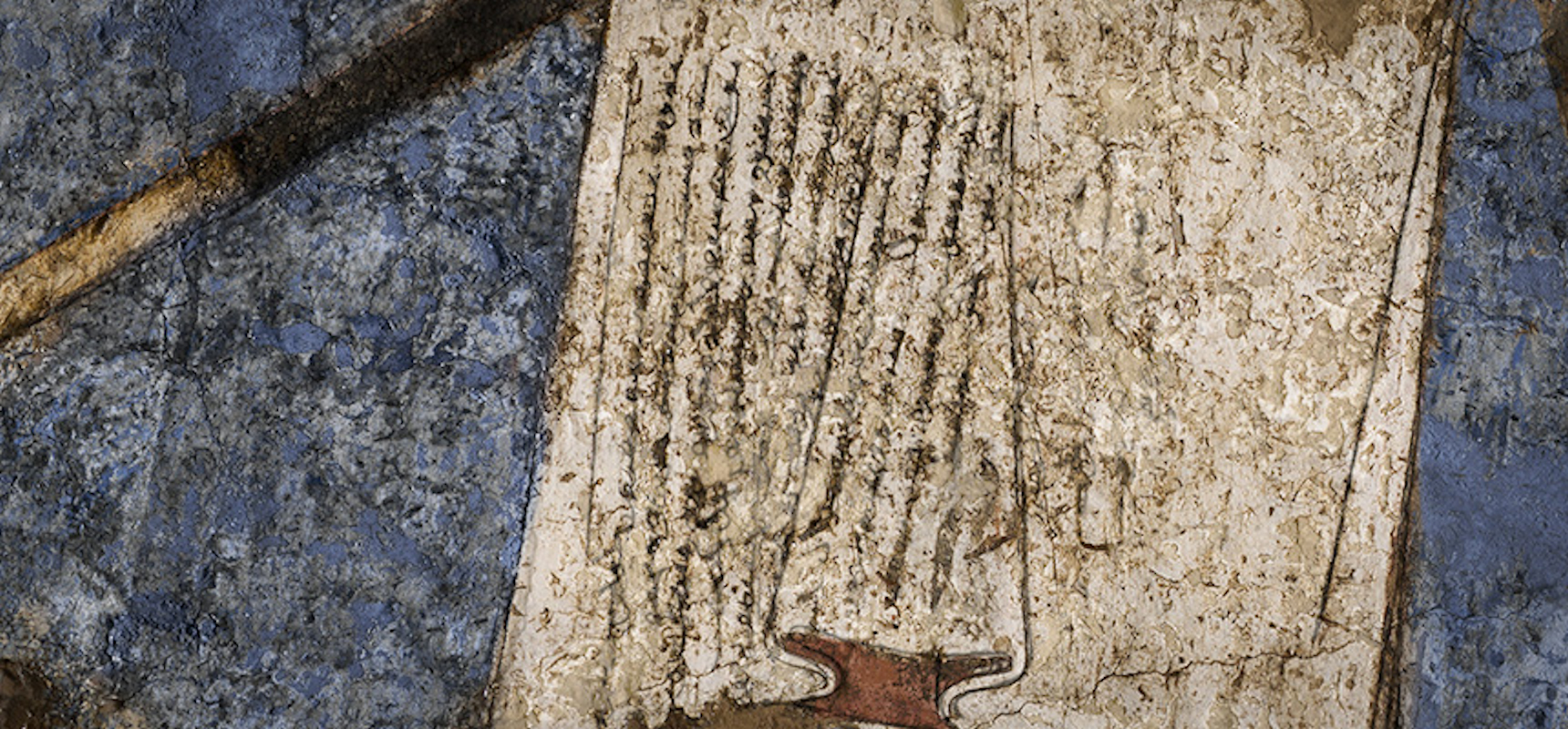
نقش أفراسياب الصغدي يذكر سفارة تورانتاش

### حكم صغنيان-خودا
خلال تاريخها المبكر، كانت المنطقة تنتقل في كثير من الأحيان بين السيطرة الساسانية والهيطلية. بحلول أواخر القرن السابع، أصبحت صغنيان تحت سيطرة حكام محليين إيرانيين يُفترض أنهم معروفون باسم "شاغان خودا (إمارة صغنيان)". أثناء الفتح الإسلامي لبلاد فارس، ساعد الصغنانيون الساسانيين ضد العرب الراشدين. ولكن العرب بعد أن تعاملوا مع الإمبراطورية الساسانية، بدأوا يركزون على الحكام المحليين في خراسان، ومن بينهم صغنيان والعديد من الحكام المحليين الآخرين. في عام 652، ساعد صغنيان، إلى جانب حكام طالقان وجوزغان وفارياب، حاكم جنوب طوخارستان، يبغوس التركي الغربي من طوخارستان [الإنجليزية]، ضد العرب. ورغم ذلك نجح العرب في الخروج منتصرين. ومع ذلك، سرعان ما سقطت الخلافة الراشدة في حرب أهلية، وغزتها عائلة عربية أخرى، والتي أسست الخلافة الأموية في عام 661.

خريطة خراسان وبلاد ما وراء النهر وطخارستان في القرن الثامن الميلادي. تظهر صغنيان باسم "Saghaniyan"، شمال نهر أوكسوس.

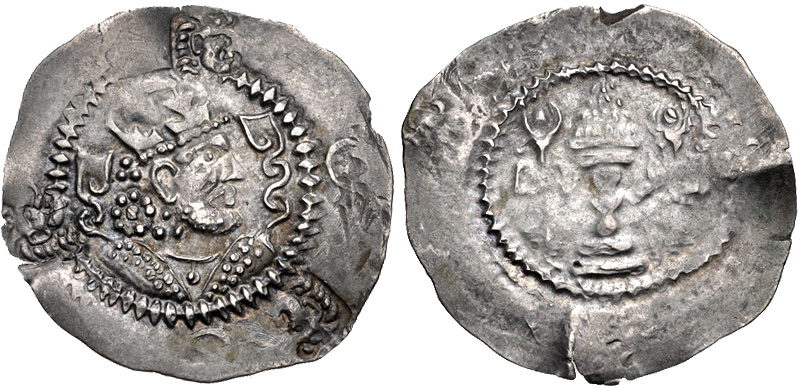
عملة صغنيان غير مؤكدة، على الطراز الساساني. من صغنيان، في القرن السابع الميلادي

تحت قيادة زياد بن أبيه، نائب الملك الأموي في الخلافة الشرقية، أصبحت الغارات العربية على آسيا الوسطى أكثر تنظيمًا، وعبر نائبه حاكم خراسان، الحكم بن عمرو الغفاري، نهر جيحون وداهم صغنيان في عام 667. كما أطلق خليفته ربيع بن زياد الحارثي رحلة استكشافية إلى المنطقة. وفقًا لـ هاملتون غيب، فإن الحملات ضد صغنيان والمناطق الأخرى الواقعة شرق نهر جيحون تشير على ما يبدو إلى "خطة منهجية لغزو" لصغنيان من قبل زياد. وفي عام 705م، تمكن القائد العربي قتيبة بن مسلم من جعل صغنيان، الذي ورد اسم حاكمها باسم تيش، يعترف بالسلطة الأموية. كان السبب الحقيقي لاستسلام تيش، مع ذلك، هو الحصول على المساعدة في هزيمة الحكام المحليين لأخرون وشومان في شمال توخارستان، الذين كانوا يقومون بغارات ضده. وسرعان ما هزم قتيبة الحاكمين، وأجبرهما على الاعتراف بالسلطة الأموية.
ومع ذلك، في عام 718، أرسل تيش، إلى جانب غوراك ملك سمرقند، ونارايانا ملك كوماده، وتوغشادا خودا بخارى، سفارة إلى أسرة تانغ في الصين، حيث طلبوا المساعدة ضد العرب. ومع ذلك، فإن إمارة صغنيان لا تزال تساعد العرب ضد التورجش، وكانت موجودة إلى جانب العرب أثناء معركة الأثقال، حيث هزموا وقتل تشاقان خودا. وبعد المعركة، بقيت معظم خراسان تحت السيطرة العربية باستثناء صغنيان. وفي عهد نصر بن سيار، أصبحت صغنيان مرة أخرى تابعة للخلافة الأموية. بعد ذلك، تبدأ خودات صغنيان بدأت في التلاشي من المصادر. في أواخر القرن الثامن، وقعت صغنيان تحت السيطرة المباشرة للخلافة العباسية، التي خلفت الخلافة الأموية في عام 750. حكمها آل محتاج، وهي سلالة إيرانية سيطرت على صغنيان في القرن العاشر، ربما كانوا تنحدر من شاقان خودا.

### حكم آل محتاج وما بعده
كان مؤسس سلالة آل محتاج هو أبو بكر محمد المحتاجي، تابعًا للسامانيين، وهي سلالة إيرانية أخرى. كان من المؤيدين المخلصين للحاكم الساماني نصر الثاني (914-943)، الذي كافأه في المقابل بتعيينه حاكماً على خراسان. في عام 939، مرض أبو بكر محمد وتم استبداله من منصبه بابنه أبو علي الجغاني.
في عام 945، قام الحاكم الساماني نوح الأول بعزل أبي علي من ولاية خراسان بعد سماع شكاوى من حكم الأخير القاسي، وسعى إلى استبداله بالتركي إبراهيم بن سمجور السمجوري. رفض أبو علي قبول عزله وثار. وانضم إليه عدد من الشخصيات الإيرانية البارزة، مثل أبي منصور محمد ، الذي عيّنه قائدًا على خراسان. كما أقنع أبو علي إبراهيم بن أحمد ، عم نوح، وهو ساماني، بالمجيء من العراق، ونصبه حاكمًا على بخارى عندما استولى على المدينة عام 947. وبعد أن حصل أبو علي على منصبه، عاد إلى صغنيان. لكن إبراهيم لم يكن محبوبًا لدى أهل بخارى، وسرعان ما انتقم نوح باستعادة المدينة وإصابة إبراهيم وشقيقيه بالعمى.

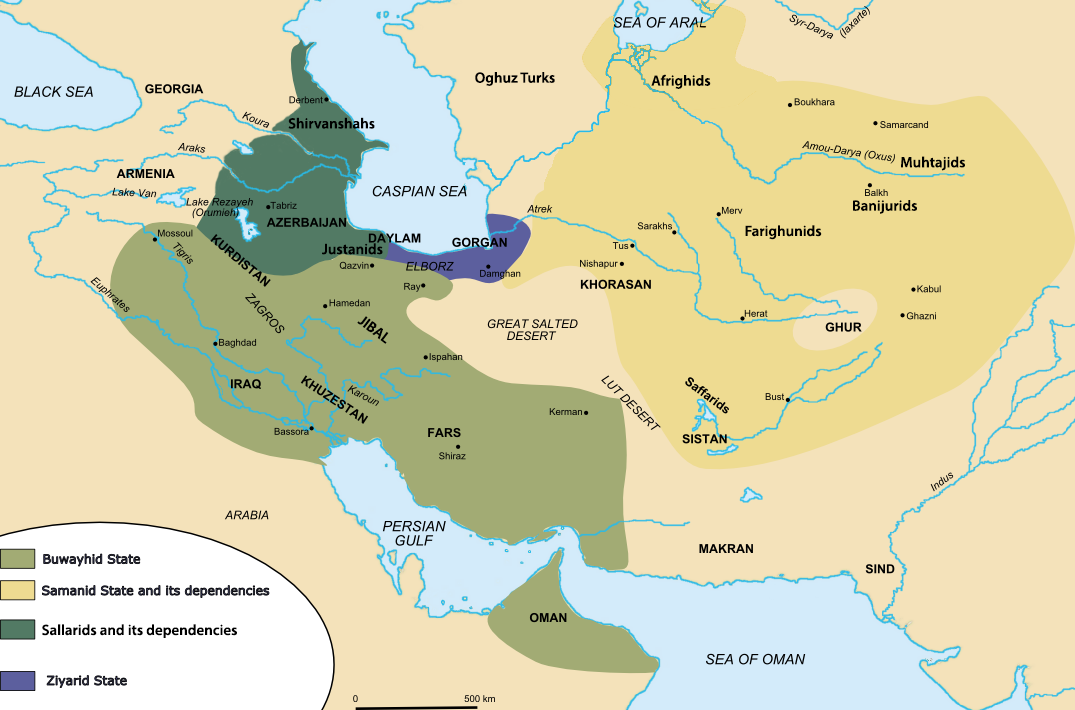
إيران في منتصف القرن العاشر.

عندما وصل خبر استعادة بخارى إلى أبي علي، سار مرة أخرى نحو بخارى، لكنه هُزم على يد جيش أرسله نوح فانسحب عائدًا إلى صغنيان. بعد فترة، غادر المنطقة وحاول الحصول على دعم من أتباع سامانيين آخرين. في هذه الأثناء، دمر نوح صغنيان ونهب عاصمتها. وسرعان ما اندلعت معركة أخرى بين أبي علي وجيش ساماني في طخارستان، أسفرت عن انتصار السامانيين. ولحسن حظ أبو علي، فقد تمكن من تأمين دعم أتباع سامانيين آخرين، مثل حكام ختال، وشعب جبل كوميجي، وفي النهاية عقد السلام مع نوح، الذي سمح له بالاحتفاظ بصغنيان مقابل إرسال ابنه أبي المظفر عبد الله كرهينة إلى بخارى.
وبعد مرور بعض الوقت، أُرسل أبو علي في رحلة استكشافية لقمع تمرد بالقرب من صغنيان بقيادة نبي نصب نفسه (يُعرف باسم المهدي). وتمكن أبو علي من هزيمة هذا الأخير والقبض عليه بنجاح ثم أرسل رأسه إلى بخارى. في حوالي عام 1850 951/2 توفي ابن أبي علي أبو المظفر عبد الله في حادث وأُرسلَت جثته بعد فترة قصيرة إلى صغنيان حيث دفن.
في عام 955، توفي أبو علي وأحد أبنائه بالطاعون. نُقلت جثتاهما سريعًا إلى صغنيان حيث دُفنتا. ثم عُيّن أمير مهتجد، أبو المظفر بن محمد، حفيد أبي علي على الأرجح، حاكمًا جديدًا لصغنيان. ومع ذلك، ووفقًا لبعض المصادر الأخرى، خلف أبا علي قريبه أبو الحسن طاهر.
بحلول نهاية القرن العاشر، أصبحت سلالة آل محتاج تابعة للغزنويين، الذين حلوا محل السامانيين كقوة مهيمنة في بلاد ما وراء النهر وخراسان. في عام 1025، انضم حاكم محتاجي غير مسمى وأتباع آخرون إلى الحاكم الغزنوي محمود الغزنوي عندما عبر نهر جيحون للقاء حليفه، الحاكم القراخاني في كاشغر قادر خان يوسف. وفي عهد خليفة محمود مسعود، كان حاكم صغنيان رجلًا يدعى أبو القاسم، وهو صهر مسعود، وربما كان محتاجيًّا. وبعد سنوات قليلة، اضطر أبو القاسم إلى مغادرة المقاطعة مؤقتًا بسبب غزو القراخانيين. ولم يتم ذكر أي حكام آخرين لصغنيان بعد ذلك، وبعد بضع سنوات فقط سيطر السلاجقة على المنطقة. في عهد الألب أرسلان (حكم 1063-1072)، وتم تعيين شقيقه إلياس بن شغري بك حاكمًا على صغنيان. بحلول القرن الثاني عشر، توقف استخدام اسم المنطقة نفسها.